# Adria Airways
Adria Airways je bila ustanovljena marca leta 1961 z operativno bazo v Zagrebu in je imela prvi uradni let 25.08.1961, bila je največja slovenska letalska družba in slovenski nacionalni prevoznik ter članica združenja letalskih prevoznikov Star Alliance. Sedež podjetja je bil na Zgornjem Brniku. Opravljala je redne in čarterske lete na 31 destinacij v 23 večinoma evropskih držav. Matično letališče družbe je bilo Letališče Jožeta Pučnika Ljubljana v neposredni bližini Spodnjega Brnika. Nekdanji nacionalni letalski prevoznik Adria Airways je po 58 letih delovanja šel v stečaj. Zadnji let je bil iz Pariza v Ljubljano 30.09.2019 in je domov pripeljal srebrne odbojkarje.

## Zgodovina

### 1960: Prva leta
Letalska družba je bila ustanovljena marca 1961 kot Adria Aviopromet z bazo na Zagrebškem letališču z nizozemskimi posadkami družbe KLM. Prvi komercialni let je bil opravljen v avgustu 1961 z letalom Douglas DC-6B. V letu 1961 je Adria pričela operacije z dvema letaloma DC-6B. Prvi direktor družbe je bil Mirko Zlatnar, ki je pred tem skušal na letališču Lesce ustanoviti podobno podjetje z imenom Slovenski aerotransport.  Adria je opravila svoj prvi let z domačo posadko decembra 1961.
Skozi naslednja leta je Adria opravljala turistične lete iz Nemčije, Združenega kraljestva, Nizozemske in Skandinavije na jadransko obalo.
Z odprtjem novega ljubljanskega letališča je Adria 1964 leta preselila glavno bazno letališče iz Zagreba v Ljubljano.
Leta 1969 se je družba združila s srbsko družbo InterExport v Beogradu, tako se je družba preimenovala v Inex-Adria Aviopromet (Inex-Adria Airways). Flota se je znova začela spreminjati.

### 1970: Letala na reaktivni pogon
V letu 1969 je letalska družba kupila prvo reaktivno letalo McDonnell Douglas DC-9-30 s 115 sedeži. Pričela se je modernizacija flote, ki je dovoljevala Adrii, da začne znova delovati na turističnih letih.
Septembra 1969 so odprli prvo redno linijo Ljubljana–Beograd.
Tako je družba imela marca 1970 v lasti štiri letala Douglas DC-6B in eno letalo Douglas DC-9-30 ter eno naročeno.
Leta 1972 je Adria z najetim letalom Douglas DC-8-55 vzpostavila redne lete v ZDA in Kanado. Zaradi nizkega povpraševanja so bili že prihodnje leto ukinjeni. Povečalo pa se je število turističnih letov, prav tako je Adria začela leteti na rednih linijah v Jugoslavijo.

### 1980: Modernizacija
Leta 1980 je bila Adria že spoštovana letalska družba s svojimi turističnimi ter rednimi leti.
Maja 1981 je Adria kupila tri nova letala McDonnell Douglas MD-80. Eno izmed teh letal se je kasneje zaletelo v goro na Korziki. Vsi na krovu so bili mrtvi.
V letu 1982 je družba začela izpeljevati turistične povezovalne lete v Nemčijo in Švico, ki so bili pomembni zaradi internacionalnega prometa.
Leta 1984 je Adria uvedla prvo redno mednarodno linijo Ljubljana–Beograd–Larnaca.
Poslovanje Adrie je bilo zdaj zelo dobro, zato so istega leta podpisali tudi nakup 5 novih letal Airbus A320. Prav tako so kupili dve novi letali Dash 7 zaradi Zimskih olimpijskih iger v Sarajevu.
Tako je Decembra 1985 Adria imela štiri McDonnell Douglas DC-9-30, dve McDonnell Douglas DC-9-50, eno McDonnell Douglas MD-81, tri McDonnell Douglas MD-82 in dve letali Dash-7. Leto pozneje se je floti pridružilo še eno letalo McDonnell Douglas MD-82. Zaradi programa o rekonstruiranju je Adria leta 1986 zapustila združenje Inex, postajala je neodvisna družba in spremenila ime v Adria Airways.
Kmalu je postala tudi članica IATA.
V letu 1989 je v floto prispel prvi A320, triinštirideseti, ki jih je do takrat izdelal Airbus. Poganjali so ga prvi motorji IAE (IAE Engines).

### Adria Airways Letalska šola
Adria Airways Letalska Šola je bila ustanovljena leta 1980 v sodelovanju s Fakulteto za strojništvo Univerze v Ljubljani. Namen šole je bil usposabljanje bodočih prometnih pilotov v Sloveniji za potrebe Adrie Airways. Letalska šola AA je izšolala tudi veliko privatnih pilotov in inštruktorjev letenja ter vzdrževala kontinuiran dotok novega kadra na trg dela pilotov, izšolala je ogromno količino pilotov iz nekdanje Jugoslavije in tujih pilotov, predvsem Libicev, Skandinavcev in Italjanov. Flota letalske šole je bila na vrhuncu namensko enotna in je imela vsa letala izključno enega ameriškega proizvajalca: Piper Aircraft, obsegala je: 5 letal Piper PA-38 Tomahawk, 1 letalo Piper PA-28 Warrior, 2 letala Piper PA-28 Arrow, 1 dvomotorno letalo Piper PA-34 Seneca I in 1 simulator letenja FNTP II za IFR šolanje in šolanje za certifikat MCC - letenje v veččlanski posadki preden so kandidati lahko pristopili na type rating v tujini za McDonnell Douglas DC-9, McDonnell Douglas MD-80 ali Airbus A-320. Takšna letalska šola je dajala izjemne rezultate ter hitro napredovanje po sorodnih tipih letal in visoko kvaliteto kadra.  
Letalska šola je kasneje spreminjala floto, najprej je prodala dvomotorno letalo, ki ga je mogla najemati iz Avstrije, večinoma Diamond DA-42, kasneje so odprodali še enega Arrowa in Warriorja, začelo se je hitro mešati proizvajalce letal brez jasne strategije. Kupili so se trije zelo lahki SportCruiserji za osnovno šolanje in en TB-10 Tobagoto za IFR šolanje, prihajalo do zamud. Če se je nekdo šolal na enem tipu letala in je bil na servisu je mogel čakati, saj so bila vsa letala namenska in ni bilo prekrivanja. Mešanje proizvajalcev letal  brez jasne strategije je znižalo kvaliteto šolanja poleg kadrovskih in organizacijskih težav v zadnjih letih. Problem je bil ko so kandidati bili pripravljeni za šolanje na večmotornem letalu in so čakali tudi do pol leta, da se jih je nabralo dovolj za izposojo dvomotornega letala. Enotna flota šolskih letal z dobro razpoložljivostjo je bila le obleden spomin v zadnjih letih. 
| Letalo               | št. | Izvor  | Vloga                                  |
| -------------------- | --- | ------ | -------------------------------------- |
| Piper PA-38 Tomahawk | 5   | ZDA    | PPL(A), NVFR, FI(A)                    |
| Piper PA-28 Warrior  | 1   | ZDA    | PPL(A), NVFR, aerotaxi                 |
| Piper PA-28 Arrow    | 2   | ZDA    | CPL(A), SE/IR, aerotaxi                |
| Piper PA-34 Seneca   | 1   | ZDA    | CPL(A), MEP, ME/IR, CRI(MEP), aerotaxi |
| CAE Inc. FNTP II     | 1   | Kanada | SEP(L), MEP(L), SE/IR, ME/IR, MCC      |

### 1990: Nastajanje rednega prevoznika
Ko je Jugoslavija pričela razpadati, se je ustavila tudi turistična industrija na Jadranu. Septembra 1990 sta v floto priletela še dva nova Airbusa A320. Decembra 1990 je bil podpisan referendum o neodvisnosti Slovenije, deklariran je bil 25. junija 1991. 28. junija 1991 so Jugoslovanska letala napadla Adriin hangar na Brniku in poškodovala štiri letala. Novi Airbus A320 je bil delno poškodovan, zato je odletel v Toulouse na skoraj enoletno popravilo.
Precej so bili poškodovani tudi letali Dash-7 in en DC-9-30. Ostala letala so bila parkirana na bližnjem letališču Celovec in so se tako izognila bombardiranju. Adria je bila v tem letu predvsem zelo zaposlena z registracijami.
Leta 1991 je družba imela 13 letal: tri Airbus A320, štiri MD-82, en MD-81, tri DC-9-30 in dva Dash-7. Dve letali A320, ki naj bi jih dostavili v juniju 1991 so bili prodani drugim družbam. Leta 1991 je družba oddala v najem letalo McDonnell Douglas MD-82 novo ustanovljeni družbi Croatia Airlines v Zagrebu.
Adria Airways je ob končanem lastninjenju, ko je leta 1996 Republika Slovenija opravila prevzem tričetrtinskega deleža, postala slovenska nacionalna družba, pričela je z rekonstrukcijo ter vzpostavila nove linije v Evropo.
Leta 1996 je družba začela dogovore z Lufthanso.
Aprila 1997 je Adria naročila dva nova Bombardier CRJ-200LR z opcijo naročila enega več. Letala so bila dostavljena leta 1998, ko sta oba Dash-7 on dva DC-9-30 zapustila floto Adrie.
CRJ-200 je bil najboljša možnost za redne in dovolj pogoste lete iz Ljubljane. Leta 1999 je flota Adrie vključevala tri letala Airbus A320 in tri letala CRJ-200LR.

### 2000: Pridobivanje novih trgov
Adria je leta 2000 začela povezovati mesta na Balkanu z Zahodno Evropo z bazo v Ljubljani. Začeli so leteti v mesta Sarajevo, Skopje, Ohrid in Tirana, in jih povezovati s Skandinavijo, Združenim kraljestvom, Nemčijo in Francijo. Ko se je končala vojna na Kosovu, je bila Adria prvi prevoznik, ki je začela leteti tja. Marca 2000 je prišlo četrto novo letalo CRJ-200LR.
Maribor je bil leta 2000 povezan z Münchnom, vendar le za kratek poletni čas.
Leta 2001 je tudi Adria čutila padanja potnikov, ki so posledica terorističnih napadov 11. septembra 2001.
Julija 2002 je Bombardier Aerospace izbral Adrio za eno izmed glavnih delavnic v Evropi, za letala CRJ.
Leta 2004 je Adria prevzela še šesto letalo CRJ-200LR in se 18. novembra pridružila največjemu svetovnemu združenju prevoznikov Star Alliance.
Leta 2005 je družba pridobila še tretjo letalo CRJ-200LR.
Eno leto za tem so najeli dve letali Boeing 737-500 (112 sedežev) kot rezultat med letali CRJ-200 (50 sedežev) in A320 (162 sedežev).
Leta 2007 je prevoznik naročil dve novi letali Bombardier CRJ-900, ki sta bili dostavljeni v maju. Med poletjem je družba vključevala en Airbus A320, en Boeing 737-500, dva CRJ-900LR in sedem CRJ-200LR.
Novembra 2007 so naročili dve novi letali Bombardier CRJ-900 NextGen in zaključili leto v majhnem profitu.
V letu 2008 je uprava Adrie preklicala naročilo letala CRJ-1000 NextGen ter ga spremenila v nakup petih novih CRJ-900. Leto je bilo zaključeno s tremi milijoni EUR izgube.
Čez leto dni so podpisali pogodbo za nakup dveh novih letal Airbus A319. Načrt je bil nadomestiti A320 z novimi letali A319.
Dva A320 sta bila v letu 2009 prodana drugim letalskim družbam.

### 2010: Prodaja in stečaj
Leta 2016 je bila družba prodana nemškemu skladu 4K Invest. Že leto prej je bila ločeno prodana Adria Airways Tehnika, in sicer poljski družbi Linetech Holding. 
Konec novembra 2018 je uprava Adrie Airways podpisala pismo namere s predstavniki podjetja Suhoj o dolgoročnem najemu 15 letal tipa Suhoj Superjet 100. Dobava prvih letal je bila predvidena spomladi 2019. Do dogovora ni prišlo. 
Dne 30.09.2019 v ponedeljek je posadka Adrie Airways izvedla zadnji čarterski let z letalom CRJ900 iz Pariza CDG in pripeljala slovenske športnike nazaj v Ljubljano. Zaposleni so to izvedli brezplačno, stroške povratnega leta je krila potovalna agencija Palma.
Družba je 30. 9. 2019 na kranjsko okrožno sodišče vložila predlog za stečaj. Razglašen je bil bankrot družbe, za sabo pa je pustila 90 milijonov evrov dolgov.

## Destinacije
Pregled rednih in čarterskih destinacij Adrie Airways.
|  | matično letališlče (hub)                 |
|  | celoletna linija                         |
|  | sezonska linija (poletni vozni red 2019) |

## Flota

### Flota
Pregled flote Adrie Airways, zadnjič posodobljeno: avgust 2019.  

### Nekdanja flota
Pregled nekdanjih letal Adrie Airways.

## Lastništvo
Lastniška struktura družbe na dan 29.8.2016:
- AA INTERNATIONAL AVIATION HOLDING GmbH - 100,00 %

## Nesreče
- 19. marec 1972, YU-AHR, v nesreči letala DC-9-32 v Adnu (Jemen) je umrlo vseh 30 potnikov, letalo je bilo posojeno EgyptAiru. Pilot je ponoči pristajal vizualno (brez pomoči pristajalnega sistema) in se zaletel v goro poleg letališča.
- 23. november 1974, YU-AJN, v Beogradu je DC-9-32 pristal na njivi koruze 2570 metrov pred pristajalno stezo in zagorel. Vsi potniki in člani posadke, skupno 50 ljudi, so se uspešno rešili. Letalo je bilo posojenu takratnemu nacionalnemu prevozniku Jugoslavije - Jatu. Letalo je bilo pobarvano v Jatove barve, prav tako so ga upravljale njihove posadke.
- 30. oktober 1975, YU-AJO, ko je DC-9-32 Inex-Adrie Avioprometa zadel v tla 8.5 km pred pristankom na praškem letališču. Pilot je v gosti megli pristajal po neregularnem postopku, saj je bilo objavljeno, da vodenje po višini ("glide slope") letališkega pristajalnega sistema ILS ne deluje. Letalo se je v megli spustilo v korito Vltave in se v predelu Prage Suchdol zaletelo v breg. Umrlo je 75 ljudi od 120, večinoma čeških turistov na letu iz Tivata v Prago. Nesrečo je preživela tudi stevardesa Tatjana Rijavec.
- 10. september 1976, YU-AJR, trčenje v zraku nad Vrbovcem (Hrvaška) med Hawker Siddeley Tridentom družbe British Airways in Douglas DC-9-31 Inex-Adrie Avioprometa je umrlo vseh 176 ljudi v obeh letalih oziroma 113 v slovenskem. Vzrok trčenja je bila napaka kontrolorjev v zagrebški kontroli letenja, ki so zaradi preobremenjenosti, slabe opreme ter slabe medsebojne koordinacije dopustili križanje letal na isti višini, tik pred trčenjem pa poskušali opozoriti pilote Inex-Adrie le v hrvaškem jeziku. To je druga najhujša nesreča na svetu z letali iz družine DC-9-30.
- 1. december 1981, YU-ANA, Let 1308 Inex-Adrie Avioprometa se je med približevanjem letališču Ajaccio zaletel v goro San Pietro, pri čemer je umrlo vseh 180 ljudi. To je najhujša nesreča na svetu z letali iz družine MD-80 in druga najhujša nesreča v Franciji. Vzrok nesreče je splet okoliščin, med drugim meglenega vremena, nepreciznega  komuniciranja med pilotom in kontrolorji, močnih vetrov, ki so letalo v čakalnem krogu iznad morja zanesli nad korziške hribe, ter nepozornosti/sproščenosti posadke letala, ki je dopustila navzočnost otroka v kabini in se ni zavedala, kje je letalo glede na teren in se je prepozno odzvala na opozorila sistema za zaznavo ovire pred letalom.

### Incidenti
- Leta 1984, YU-AIF, je DHC-7 po napaki pilota na Brniku pristal brez spuščenih koles.
- Konec 80-let, YU-AJF, letalu DC-9-32 se je v Zagrebu zaradi trdega pristanka prelomil trup.